# Beatriz Peniche Barrera
Beatriz Peniche Barrera (Mérida, Yucatán, 7 de noviembre de 1893 - 27 de noviembre de 1976) fue una escritora, maestra y feminista mexicana. Destacó como lideresa del Partido Socialista del Sureste.

## Estudios
Realizó sus estudios en la Escuela Normal para Mujeres y obtuvo su título de maestra en 1914. Más tarde fue profesora en la misma institución. También fue maestra en la Escuela Fidelia Cámara. Desde muy joven se distinguió por su activismo y actitudes que, según la época, no se esperaban de las mujeres y particularmente en su medio, provinciano y conservador.

## Participación política
En 1915 fue nombrada directora de la Biblioteca Manuel Cepeda Peraza y también secretaria de la Escuela Vocacional de Artes y Letras en su ciudad natal.
Participó en 1916 en el primer Congreso Pedagógico de Yucatán organizado por el maestro Rodolfo Menéndez de la Peña y en ese mismo año, colaboró en la organización del Primer Congreso Feminista de México que se llevó a cabo en Yucatán bajo los auspicios del gobierno de Salvador Alvarado. 
En 1922, Beatriz fundó la Liga Feminista de Yucatán, en compañía de mujeres como Elvia Carrillo Puerto, Consuelo Zavala, también destacada maestra yucateca entre otras. 
Recorrió el estado de Yucatán febrilmente fundando ligas feministas y defendiendo los derechos de las mujeres yucatecas. 
Fue la primera mujer en inscribirse como miembro activo del Partido Socialista del Sureste en 1921. Junto con Elvia Carrillo Puerto y Raquel Dzib Cícero en 1923, fueron las primeras mujeres electas diputadas al Congreso de Yucatán, postuladas por ese partido.
Durante la gobernación de Felipe Carrillo Puerto, Beatriz colaboró en la organización del Congreso Nacional de Periodistas celebrado en Yucatán en 1923 y participó con las ponencias: El voto femenino y el derecho a ser votada, El reconocimiento de los hijos ilegítimos y Día del indio maya.

## Obra literaria
Destacó en la poesía, la crónica y el cuento.
Publicó un libro con sus poemas llamado Lámpara Encendida en 1965 prologado por José Esquivel Pren.
Colaboró en la revista Artes y Letras editada por la Sociedad Literaria Lord Byron. Tuvo a su cargo la página femenina del periódico La Voz de la Revolución. Colaboró también en las revistas Castalia y La revista Peninsular. 
Publicó crónicas y versos en otros periódicos como La revista de Yucatán, el Diario del Sureste y el Diario de Yucatán.

## Otras acciones
Fundó la Sociedad Literaria Femenina Juana de Asbaje. Mantuvo correspondencia con Alma Reed, José Vasconcelos Calderón y con Alfonsina Storni, entre otros personajes preclaros de la época. Participó en grupos literarios con José Manuel Puig, Miguel Ángel Menéndez Reyes, Ricardo López Méndez, Clemente López Trujillo y otros connotados autores que fueron sus paisanos y coetáneos.